# Верекер, Колин, 8-й виконт Горт
Колин Леопольд Прендергаст «Ким» Верекер, 8-й виконт Горт (англ. Colin Leopold Prendergast "Kim" Vereker, 8th Viscount Gort; 21 июня 1916 — 6 апреля 1995) — англо-ирландский пэр и член Палаты ключей.

## Биография
Родился 21 июня 1916 года. Единственный сын Леопольда Джорджа Прендергаста Верекера (1881—1937) и его жены Хелен Марджори Кэмпбелл (? — 1958), внук капитана достопочтенного Фоли Чарльза Прендергаста Верекера (1850—1900), второго сына 4-го виконта Горта.
Он получил образование в школе Севенокс в Кенте. Он вступил в Королевский военно-морской резерв и сражался во Второй мировой войне, дослужившись до звания лейтенант-коммандера и упоминаясь в донесениях .
Он был директором Royal Skandia IoM, Invesco Fund Managers IoM, Euronav IoM и Eurofish IoM.
В 1962 году Колин Верекер был мировым судьей в Каслтауне на острове Мэн. С 1966 по 1971 год — член Палаты ключей, нижней палаты парламента острова Мэн .
21 мая 1975 года после смерти своего бездетного кузена, Стэндиша Верекера, 7-го виконта Горта (1888—1975), Колин Верекер унаследовал титулы 8-го виконта Горта из графства Голуэй (Пэрство Ирландии) и 8-го барона Килтартона из Горта в графстве Голуэй (Пэрство Ирландии).

## Личная жизнь
4 июля 1946 года Колин Верекер женился на Беттин Мэри Маккензи Грин (ок. 1918 — 17 ноября 2009), дочери Годфри Грина. У супругов было трое детей:
- Достопочтенная Элизабет Джейн Верекер (род. 25 сентября 1948)[1], в 1988 году она вышла замуж за Майкла Маршала, с которым развелась в 1994 году. У них было двое детей.
- Фоли Роберт Стэндиш Прендергаст Верекер, 9-й виконт Горт (род. 24 октября 1951)[1], старший сын и преемник отца.
- Достопочтенный Николас Леопольд Прендергаст Верекер (род. 6 декабря 1954)[1], в 1985 году он женился на Николе Питт.

Лорд Горт скончался 6 апреля 1995 года в возрасте 78 лет в Каслтауне, остров Мэн. Ему наследовал его старший сын, Фоли Роберт Стэндиш Прендергаст Верекер, 9-й виконт Горт, который также живет на острове Мэн.